# 24 uur van Daytona 1979
De 24 uur van Daytona 1979 was de 17e editie van deze endurancerace. De race werd verreden op 3 en 4 februari 1979 op de Daytona International Speedway nabij Daytona Beach, Florida.
De race werd gewonnen door de Interscope Racing #0 gereden door Ted Field, Danny Ongais en Hurley Haywood. Voor Haywood was het zijn vierde Daytona-zege, waarmee hij op gelijke hoogte kwam met recordhouders Peter Gregg en Pedro Rodríguez de la Vega. Field en Ongais behaalden allebei hun eerste overwinning. De GTO-klasse werd gewonnen door de Modena Sports Cars #65 van John Morton en Tony Adamowicz. De GTU-klasse werd gewonnen door de Mazda Technical Center #7 van Yoshimi Katayama, Yojiro Terada en Takashi Yorino.

## Race
Winnaars in hun klasse zijn vetgedrukt.
| Pos. | Klasse | No. | Team                                | Coureurs                                              | Chassis                        | Ronden |
| ---- | ------ | --- | ----------------------------------- | ----------------------------------------------------- | ------------------------------ | ------ |
| 1    | GTX    | 0   | Interscope Racing                   | Ted Field Danny Ongais Hurley Haywood                 | Porsche 935/79                 | 684    |
| 2    | GTO    | 65  | Modena Sports Cars                  | John Morton Tony Adamowicz                            | Ferrari 365 GTB/4 Competizione | 635    |
| 3    | GTX    | 11  | Bruce Canepa                        | Bruce Canepa Rick Mears Monte Shelton                 | Porsche 935                    | 627    |
| 4    | GTX    | 94  | Whittington Bros. Racing            | Don Whittington Bill Whittington Jürgen Barth         | Porsche 935/79                 | 622    |
| 5    | GTU    | 7   | Mazda Technical Center              | Yoshimi Katayama Yojiro Terada Takashi Yorino         | Mazda RX-7                     | 617    |
| 6    | GTU    | 77  | Mazda Technical Center              | Walt Bohren Amos Johnson Roger Mandeville             | Mazda RX-7                     | 615    |
| 7    | GTU    | 60  | E. J. Pruitt & Sons                 | Rusty Bond Ren Tilton                                 | Porsche 911 S                  | 612    |
| 8    | GTO    | 54  | Montura Ranch Estates               | Tony Garcia Juan Montalvo Alberto Vadia               | Porsche 911 Carrera RSR        | 587    |
| 9    | GTO    | 98  | Van Every Racing                    | Lance van Every Ash Tisdelle Robert Overby            | Porsche 911 Carrera RSR        | 579    |
| 10   | GTO    | 03  | Lubrifilm Racing                    | Angelo Pallavicini Enzo Calderari Marco Vanoli        | Porsche 934                    | 577    |
| 11   | GTU    | 75  | Mike Ramirez                        | Mike Ramirez Manuel Villa Luis Gordillo               | Porsche 911                    | 560    |
| 12   | GTO    | 37  | Botero Racing                       | Honorato Espinosa Francisco López Jorge Cortes        | Porsche 911 Carrera RS         | 551    |
| 13   | GTU    | 33  | Peter Welter                        | Peter Welter Richard Aten Jack Refenning              | Porsche 911                    | 550    |
| 14   | GTO    | 58  | Diego Febles Racing                 | Diego Febles Phil Currin                              | Porsche 911 Carrera RS         | 543    |
| DNF  | GTX    | 5   | Budweiser Racing                    | Charles Mendez Johnny Rutherford Paul Miller          | Porsche 935                    | 529    |
| DNF  | GTU    | 27  | Miami Auto Racing                   | Ray Mummery Tom Sheehy Luis Sereix                    | Porsche 911 S                  | 522    |
| DNF  | GTU    | 62  | Koll Motorsports                    | Bill Koll Jim Cook                                    | Porsche 914/6                  | 511    |
| 18   | GTO    | 95  | Stephen E. Bond                     | Stephen Bond Philip Dann                              | Chevrolet Monza                | 509    |
| 19   | GTO    | 21  | Oftedahl Racing                     | John Wood Tom Bagley Carl Shafer                      | Chevrolet Camaro               | 493    |
| 20   | GTU    | 42  | Bullwinkele Racing, Inc.            | Tom Ashby Bill Bean Bob Beasley                       | Porsche 911                    | 493    |
| 21   | GTU    | 08  | Southern Racing Ent.                | Terry Wolters Nort Northam Richard Weiss              | Porsche 911 S                  | 488    |
| 22   | GTU    | 34  | Drolsom Racing                      | George Drolsom Mark Greb John Maffucci                | Porsche 911                    | 482    |
| 23   | GTO    | 64  | Lenton B. McGill                    | C. C. Canada Russ Boykin Tom Ciccone                  | Chevrolet Camaro               | 458    |
| 24   | GTU    | 61  | Faza Squadra                        | Al Cosentino Dick Starita Taku Akaike                 | Mazda RX-3                     | 444    |
| DNF  | GTU    | 8   | Automobiles International Inc.      | Anatoly Arutunoff José Marina Danny Sullivan          | Lancia Stratos HF              | 439    |
| DNF  | GTX    | 6   | Dick Barbour Racing                 | Dick Barbour Brian Redman Paul Newman                 | Porsche 935/77A                | 410    |
| DNF  | GTO    | 80  | Herb Adams                          | Herb Adams Peter Frey Louis Spoerl                    | Pontiac Firebird               | 408    |
| DNF  | GTU    | 17  | Racing Beat                         | Jim Mederer Don Sherman Jeff Kline                    | Mazda RX-7                     | 393    |
| DNF  | GTO    | 93  | Whittington Bros. Racing            | Dale Whittington Don Whittington Preston Henn         | Porsche 934                    | 389    |
| DNF  | GTU    | 71  | Bill Scott Racing                   | Bill Scott Mark Hutchins Pierre Honegger              | Porsche 911                    | 388    |
| DNF  | GTU    | 40  | Performance Specialists             | Steve Southard William Koch Earl Roe                  | Porsche 914/6                  | 385    |
| DNF  | GTX    | 1   | Gelo Racing Team                    | Bob Wollek Jacky Ickx Peter Gregg                     | Porsche 935/77A                | 342    |
| DNF  | GTO    | 69  | Bytzek Automotive                   | Klaus Bytzek Rudy Bartling Ludwig Heimrath            | Porsche 911 Carrera RSR        | 335    |
| DNF  | GTO    | 29  | Stratagraph Inc.                    | Billy Hagan Hoyt Overbagh Ron Reed                    | Chevrolet Monza                | 331    |
| DNF  | GTU    | 89  | Hamilton House Racing               | Joseph Hamilton Rob Hoskins Herb Forrest              | Porsche 911 S                  | 329    |
| DNF  | GTO    | 51  | Casablanca Fan Co.                  | Robert Kirby John Hotchkis Howard Meister             | Porsche 911 Carrera RSR        | 328    |
| DNF  | GTO    | 15  | Bavarian Motors International       | Alf Gebhardt Sepp Grinbold                            | BMW 3.5 CSL                    | 299    |
| DNF  | GTO    | 81  | Performance Export                  | Ernesto Soto Francisco Romero Oscar Notz              | Porsche 911 Carrera RSR        | 241    |
| DNF  | GTU    | 01  | D. R. Racing                        | Dave White J. Kurt Roehrig John Hamilton              | Porsche 911                    | 223    |
| DNF  | GTX    | 13  | Hal Shaw Racing                     | Hal Shaw Tom Spalding Norm Ridgely                    | Porsche 935                    | 222    |
| DNF  | GTU    | 36  | Case Racing                         | Ron Case Dave Panaccione                              | Porsche 911                    | 210    |
| 42   | GTX    | 53  | Guy Thomas                          | Guy Thomas Milton Moise Tom Nehl                      | Chevrolet Camaro               | 201    |
| DNF  | GTO    | 06  | Al Levenson                         | Al Levenson Gary Baker Lanny Hester                   | Chevrolet Corvette             | 197    |
| DNF  | GTX    | 23  | Charlie Kemp                        | Charlie Kemp Carson Baird Kees Nierop                 | Ford Mustang II Cobra          | 168    |
| DNF  | GTX    | 3   | Jolly Club – Sportwagen Racing Team | Martino Finotto Carlo Facetti Gianpiero Moretti       | Porsche 935                    | 164    |
| DNF  | GTX    | 4   | LM Joest Porsche                    | Reinhold Joest Rolf Stommelen Volkert Merl            | Porsche 935/77A                | 162    |
| DNF  | GTO    | 90  | Bob's Speed Products                | Rick Kump Bob Lee Sam Miller                          | AMC AMX                        | 156    |
| DNF  | GTO    | 12  | Oftedahl Racing                     | Gerry Wellik Tom Bagley Joe Chamberlain               | Chevrolet Camaro               | 147    |
| DNF  | GTO    | 56  | Peerless Racing                     | Craig Carter Murray Edwards Richard Valentine         | Chevrolet Camaro               | 144    |
| DNF  | GTX    | 2   | Gelo Racing Team                    | Manfred Schurti John Fitzpatrick Bob Wollek           | Porsche 935/77A                | 135    |
| DNF  | GTU    | 57  | John Tremblay                       | John Tremblay Bob Lapp                                | Datsun 240Z                    | 118    |
| DNF  | GTX    | 9   | Dick Barbour Racing                 | Bob Akin Rob McFarlin Roy Woods                       | Porsche 935                    | 117    |
| DNF  | GTX    | 66  | JMS Racing-Pozzi                    | Jean-Claude Andruet Spartaco Dini Claude Ballot-Léna  | Ferrari 512 BB/LM              | 103    |
| DNF  | GTX    | 67  | JMS Racing-Pozzi                    | Claude Ballot-Léna Michel Leclère Jean-Claude Andruet | Ferrari 512 BB/LM              | 101    |
| DNF  | GTX    | 24  | Graham Shaw                         | Graham Shaw Don Yenko Jerry Thompson                  | Chevrolet Monza                | 86     |
| DNF  | GTO    | 38  | Boricua Racing                      | Bonky Fernandez Chiqui Soldevilla Tato Ferrer         | Porsche 911 Carrera RSR        | 73     |
| DNF  | GTX    | 68  | N.A.R.T.                            | Bob Tullius Jean-Pierre Delaunay Pat Bedard           | Ferrari 512 BB/LM              | 72     |
| DNF  | GTX    | 43  | Meldeau Tire Co.                    | Bill McDill Stephen Behr                              | Chevrolet Camaro               | 59     |
| DNF  | GTO    | 46  | Mauricio de Narváez                 | Mauricio de Narváez Albert Naon Pedro de Narváez      | Porsche 911 Carrera RSR        | 46     |
| DNF  | GTO    | 07  | Budweiser Racing                    | Dave Cowart David McClain Kenper Miller               | Porsche 911 Carrera RSR        | 35     |
| DNF  | GTX    | 00  | Interscope Racing                   | Preston Henn Ted Field Danny Ongais                   | Porsche 935/77A                | 29     |
| DNF  | GTX    | 14  | Bavarian Motors International       | Steve Griswold Steve Earle Rick Knoop                 | BMW 3.0 CSL                    | 25     |
| DNF  | GTU    | 96  | Gary Wonzer                         | Gary Wonzer Robert Whitaker George Van Arsdale        | Triumph GT6                    | 20     |
| DNF  | GTU    | 48  | Frank L. Leary, III                 | Frank Leary Casey Mollett Steve Cook                  | Datsun 240Z                    | 13     |
| DNF  | GTX    | 18  | JLP Racing                          | John Paul sr. Al Holbert Michael Keyser               | Porsche 935 JLP-1              | 12     |
| DNF  | GTU    | 79  | Sports Ltd. Racing                  | Bob Bergstrom Brad Frisselle                          | Mazda RX-7                     | 9      |
| DNF  | GTX    | 73  | Howey Farms                         | Clark Howey Dale Koch Tracy Wolf                      | Chevrolet Camaro               | 4      |
| DNS  | GTU    | 63  | Faza Squadra                        | Al Cosentino Craig Fisher                             | Mazda RX-3                     | 0      |
| DNS  | GTU    | 78  | Associated Speed & Performance      | Ken Williams Wiley Doran Neil Upchurch                | Datsun 240Z                    | 0      |

1962 · 1963 · 1964 · 1965 · 1966 · 1967 · 1968 · 1969 · 1970 · 1971 · 1972 · 1973 · 1974 · 1975 · 1976 · 1977 · 1978 · 1979 · 1980 · 1981 · 1982 · 1983 · 1984 · 1985 · 1986 · 1987 · 1988 · 1989 · 1990 · 1991 · 1992 · 1993 · 1994 · 1995 · 1996 · 1997 · 1998 · 1999 · 2000 · 2001 · 2002 · 2003 · 2004 · 2005 · 2006 · 2007 · 2008 · 2009 · 2010 · 2011 · 2012 · 2013 · 2014 · 2015 · 2016 · 2017 · 2018 · 2019 · 2020 · 2021 · 2022 · 2023 · 2024 · 2025